# Митяшев, Борис Николаевич
Борис Николаевич Митяшев (22 февраля 1928 года, Вологда — 9 сентября 2000 года, Москва) — советский и российский радиоэлектроник.

## Биография
В 1951 — окончил ЛЭТИ. В 1965 году — защитил докторскую диссертацию по техническим наукам.
С 1953 г по 1997 г работал в МФТИ, с 1956 года по 1997 год декан факультета радиотехники и кибернетики МФТИ.

## Научные достижения
Является автором более 100 статей по радиоэлектронике.